# Uroleucon zayasi
Uroleucon zayasi är en insektsart. Uroleucon zayasi ingår i släktet Uroleucon och familjen långrörsbladlöss. Inga underarter finns listade i Catalogue of Life.